# Hentai
Ne doit pas être confondu avec Hentaigana.
Hentai (変態, ˈhɛntaɪ̯) est une abréviation du mot japonais hentai seiyoku (変態性欲, litt. « perversion sexuelle »), qui signifie « transformation », « métamorphose », « perversion », mais qui est utilisée en Occident pour désigner des mangas et des anime à caractère pornographique. En plus des anime et des mangas, le terme « hentai » est également utilisé pour des artworks ou des jeux vidéo — appelés eroge.

Le mot hentai écrit en kanji

Familièrement, ce mot est utilisé pour dire « pervers » ou « bizarroïde ». Les termes comme 18-kin (18禁, « interdit aux moins de 18 ans »), et seijin manga (成人漫画, « bande dessinée pour adulte ») avertissent du caractère pornographique du support.
Le développement du hentai est lié à la culture japonaise et à l'attitude historique des Japonais à l'égard de la sexualité. Les œuvres hentai, souvent auto-publiées, forment une part importante du marché du dōjin. De nombreux sous-genres existent, associés à différents actes sexuels et différentes formes de relation ou fétichismes.

## Terminologie

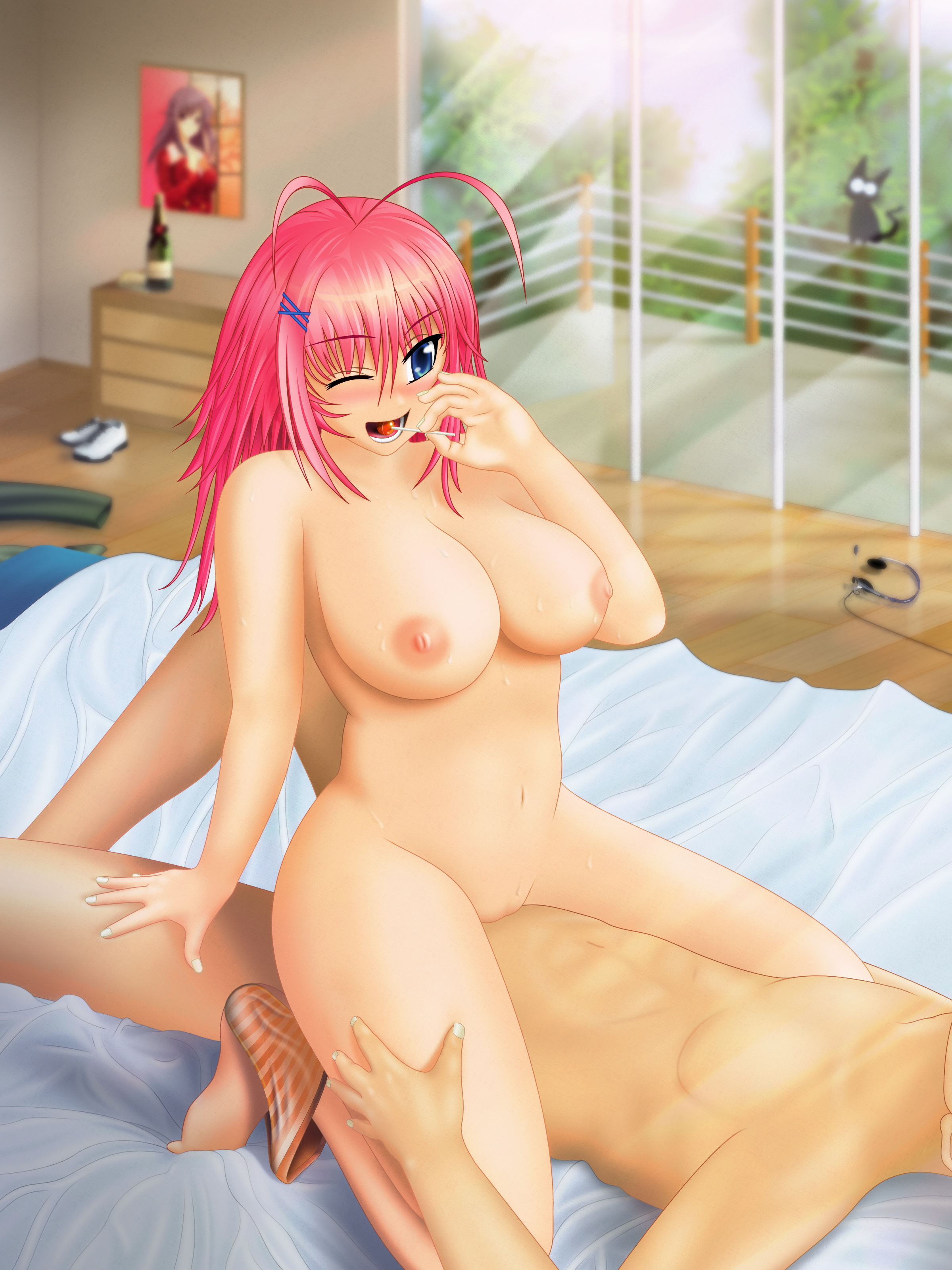
Une illustration réalisée en dessin numérique s'inscrivant dans le genre du hentai, représentant une relation sexuelle.

Hentai est un kanji composé de ‹ 変 › (hen : « changement » ou « étrange ») et ‹ 態 › (tai : « apparence » ou « condition »), et signifie « métamorphose » ou « transformation ». Dans un contexte sexuel, il s'y ajoute une connotation de « perversion » ou « anormalité », en particulier lorsqu'il est utilisé comme adjectif. Dans ces usages, il s'agit d'une abréviation de 変態性欲 (hentai seiyoku) qui signifie « perversion sexuelle ». Le caractère hen est un fourre-tout pour l'« étrangeté » en tant que particularité. Il n'a aucun caractère sexuel. Bien que l'usage du terme se soit étendu à de nombreuses catégories d'œuvres dont celles à caractère homosexuel, il ne concerne à l'origine que l'hétérosexuel, et l'inclusion du sens homosexuel est entrée au Japon en tant que Wasei-eigo,. Les œuvres pornographiques japonaises sont souvent simplement marquées comme 18-kin (18禁, « interdit aux moins de 18 ans »), et seijin manga (成人漫画, « bande dessinée pour adulte »). Le terme hentai ne définit pas un genre au Japon.

## Étymologie
L'histoire du mot hentai tient son origine dans les sciences et la psychologie. Au milieu de l'ère Meiji, le terme apparaît dans des publications pour décrire des traits inhabituels ou anormaux, incluant des capacités paranormales et des troubles psychologiques. Une traduction du texte Psychopathia sexualis du sexologue allemand Richard von Krafft-Ebing est à l'origine de la conception de hentai seiyoku comme un « désir sexuel pervers ou anormal », bien qu'il ait été popularisé hors de la psychologie, par exemple dans le roman de 1909 Vita Sexualis par Mori Ōgai. L'intérêt pour le hentai seiyoku mène à son emploi dans de nombreuses publications de conseils sexuels, qui popularisent le mot hentai comme « pervers ». Tout acte pervers ou anormal peut être qualifié de hentai, par exemple le shinjū (« suicide amoureux »). La démocratisation du terme au Japon commence avec le journal publié par Nakamura Kokyō Psychologie anormale, entraînant l'apparition d'autres journaux populaires, comme Sexualité et nature humaine, Recherche sexuelle ou encore Sexe. Après avoir écrit de articles pour Psychologie anormale, c'est avec son propre journal Sexualité moderne que Tanaka Kogai crée l'une des sources d'information sur l'érotisme et les expressions neurotiques les plus populaires. Sexualité moderne est créé pour promouvoir le fétichisme, le sadomasochisme, et la nécrophilie comme des facettes de la vie moderne. Le mouvement ero-guro et les représentations de nuances perverses, anormales et souvent érotiques sont des réponses à l'intérêt dans le hentai seiyoku.
À la suite de la Seconde Guerre mondiale, le Japon acquiert un intérêt nouveau pour la sexualisation et la sexualité publique. Le terme ecchi, transcription de la prononciation japonaise du « H » de hentai, apparaît pour désigner une pornographie tempérée au même titre que du contenu érotique. À partir des années 1950, les publications hentai seiyoku deviennent leur propre genre, qui inclut fétichismes et homosexualité. Dans les années 1960, le contenu homosexuel est délaissé, au profit de thèmes comme le sadomasochisme. La fin des années 1960 s'accompagne d'une libération sexuelle qui renforce la banalisation de l'identité du terme au Japon, qui existe encore aujourd'hui dans des publications telles que la série Hentai-san ga iku par Bessatsu Takarajima.

## Histoire
Les représentations à caractère sexuel existent depuis des temps immémoriaux, bien avant l'apparition du terme hentai. Des traces du terme japonais shunga, signifiant « art érotique », apparaissaient déjà à l'époque de Heian. Du XVIe au XIXe siècle, les œuvres shunga étaient détruites par le shōgun.

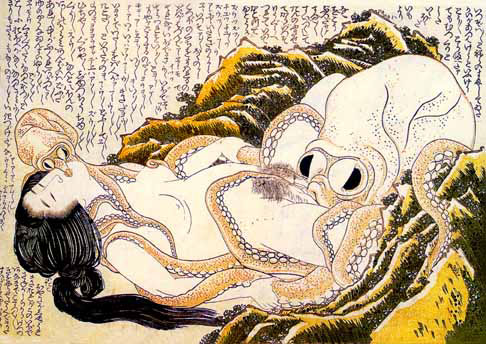
Le Rêve de la femme du pêcheur (1814) par Hokusai (exemple de tentacule érotique).

Un exemple célèbre d'ouvrage du genre est Le Rêve de la femme du pêcheur, représentant une femme stimulée par deux poulpes. Les productions shunga disparaissent à la fin du XIXe siècle avec l'introduction des photographies pornographiques.
Avec l'usage du terme hentai pour toute représentation érotique, l'histoire de ces représentations diffère selon les médias. Les mangas et artworks japonais sont les premiers médias à accueillir du contenu du genre, avec la publication par Hideo Azuma du dōjinshi Cybele (ja) en 1979. L'animation japonaise voit apparaître le hentai, dans les deux sens du terme, avec la sortie en 1984 de Lolita Anime par Wonderkid, dépassant les représentations érotiques du film d'animation Les Mille et Une Nuits sorti en 1969 et la poitrine dénudée de Cléopâtre dans Kureopatora en 1970. Le premier jeu vidéo érotique, contenant des représentations de l'acte sexuel, Tenshitachi no Gogo (en), paraît en 1985. Dans chacun des médias, la variété des définitions et usages du terme hentai en complexifie l'analyse historique.

### Le mangahentai

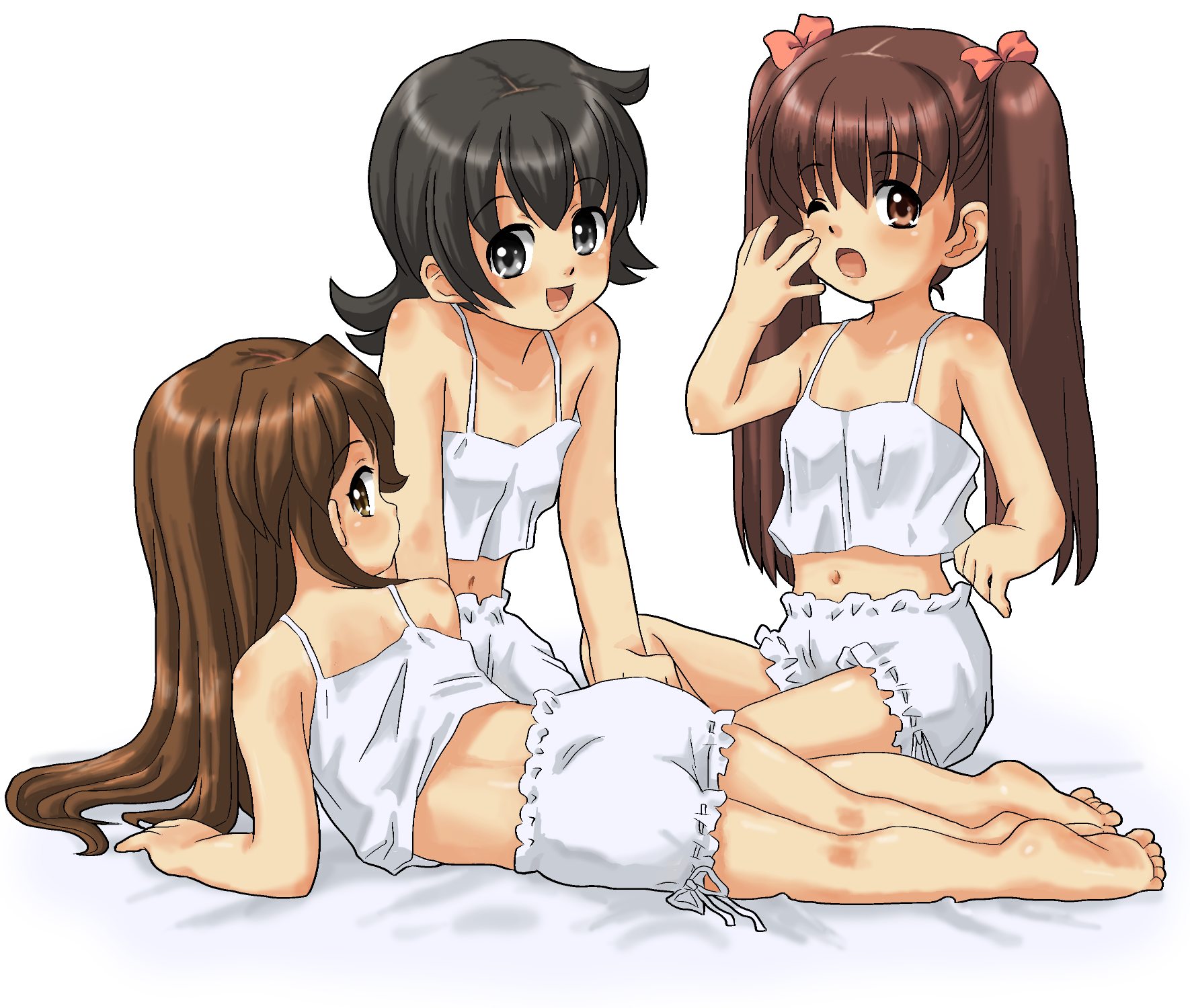
Le lolicon met en scène des personnages aux allures d'enfant et au physique immature.

Les manga contenant des thèmes adultes existent depuis les années 1940, avec des représentations parfois plus réalistes que celles épurées et mignonnes habituelles au média popularisé par Osamu Tezuka, auteur d'Astro, le petit robot. Des précurseurs de l'ero-gekiga magazine notables sont Ero Mangatropa (1973), Erogenica (1975), et Alice (1977). La transition de style des mangas hentai est accréditée à Hideo Azuma, « le père du lolicon ». En 1979, il dessine Cybele, qui propose les première représentations d'actes sexuels qui ne soient plus réalistes, mais dans un style entre le mignon et celui introduit par Tezuka. C'est le début d'un mouvement du manga pornographique. L'explosion du lolicon dans les années 1980 s'accompagne de l'apparition de magazines tels que Lemon People (en) et Petit Apple Pie (en). Alors que le lolicon perd de sa popularité au milieu des années 1980, la représentation des personnages féminins dominante devient celle de femmes au visage enfantin et à grosse poitrine.

### L'animehentai
Parce qu'il y a moins de productions d'animation érotiques que des autres genres, la plupart des œuvres est classée rétrospectivement comme hentai. Un anime hentai se caractérise par une nudité excessive et des rapports sexuels visibles, qu'il y ait ou non un caractère pervers. Le terme ecchi désigne une forme de fanservice ne présentant pas de relation sexuelle.
La série d'animation Lolita Anime, réalisée en 1984 par Wonder Kids, est considérée comme le premier anime hentai. Constituée de six épisodes, la série présente des rapports sexuels et des viols entre mineurs. L'un des épisodes contient même du bondage. De nombreuses sous-séries sont réalisées par la suite, dont une seconde série Lolita Anime produite par Nikkatsu. En dehors de sa diffusion originale, l'œuvre n'a pas été officiellement licencée ni distribuée.
De nombreux anime de la franchise Cream Lemon paraissent entre 1984 et 2005, dont une grande proportion franchit les frontières du Japon. Il s'agit du premier anime hentai doté d'une véritable histoire. La série Les Frères Grimm produite par Excalibur Films contient des œuvres Cream Lemon dès 1986. Toutefois, elle n'est pas présentée comme anime et est introduite à la même période où les distributions souterraines d'œuvres érotiques apparaissent.
Diffusé à l'international en 1993, Urotsukidoji est le premier film véritablement hentai à s'exporter hors du Japon. Souvent cité comme créateur du sous-genre du Tentacule érotique en anime, il contient des représentations extrêmes de violence et de sexe avec des monstres.

### Les jeux vidéo érotiques
Le terme eroge (erotic game litt. « jeu érotique ») peut désigner tout jeu érotique, mais est principalement associé à des jeux vidéo au style graphique proche de celui des anime et manga. Le nom eroge apparait au début des années 1980s, alors que l'industrie informatique au Japon peine à voir s'imposer un standard d'ordinateur, avec des fabricants comme NEC, Sharp, et Fujitsu s'affrontant les uns avec les autres. En dépit d'un manque de puissance de calcul et de graphismes limités, la série des PC-98, s'impose sur le marché, la popularité des jeux eroge contribuant à son succès,.
À cause de l'imprécision de la définition de ce qui constitue un « jeu érotique », il existe différents candidats au titre de premier eroge. Si la définition s'applique aux thèmes adultes, le premier jeu est Softporn Adventure. Publié aux États-Unis en 1981 pour l'Apple II, il s'agit d'un jeu humoristique textuel par On-Line Systems. Si eroge correspond aux premières représentations graphiques de thèmes adultes japonaises, alors le jeu Night Life produit par Koei en 1982, est le premier du genre,. Les relations sexuelles sont représentées graphiquement par de simples contours. En particulier, Night Life ne prétend pas être spécifiquement érotique, se présentant en tant que guide « pour supporter la vie marié ». Plusieurs jeux de « déshabillage » apparaissent en 1983, comme « Strip Mahjong ». Le premier jeu érotique dans un style d'anime est Tenshitachi no Gogo (en), produit en 1985 par JAST. En 1988, ASCII réalise le premier jeu de rôle érotique, Chaos Angel. En 1989, AliceSoft réalise le jeu de rôle tour par tour Rance et ELF sort Dragon Knight.
À la fin des années 1980, l'eroge commence à stagner, avec des prix élevés pour des jeux présentant principalement des scénarios inintéressants et du sexe stupide. La parution en 1992 de Dōkyūsei par ELF, alors que la frustration des clients avec l'eroge continue de s'amplifier, fait naître un nouveau genre de jeu appelé « jeu de drague ». Dōkyūsei est unique car le jeu n'a pas de scénario défini et nécessite que le joueur construise des relations avec différentes filles pour avancer dans l'histoire. Chaque fille a sa propre histoire, mais, pour qu'une relation soit consommée, il est nécessaire que le personnage féminin développe des sentiments amoureux pour le joueur. Il n'y a pas de sexe facile.
Le terme « visual novel » est vague, avec des définitions classifiant le genre comme un type de fiction interactive porté par la narration et limitant les interactions avec le joueur. Bien que le terme soit appliqué rétrospectivement à de nombreux jeux, c'est le studio Leaf qui invente le terme avec sa Leaf Visual Novel Series, composée de la parution en 1996 de Shizuku et Kizuato. Le succès de ces deux jeux eroge est suivi par le troisième et dernier jeu de la série, le romantique eroge To Heart paru en 1997. Kanon, sorti en 1999 et produit par Key, est un succès majeur et est adapté pour de nombreuses consoles, en deux séries de manga ainsi qu'en deux séries d'anime.
En France, les jeux hentai sont souvent associés avec les visual novel.

## Censure

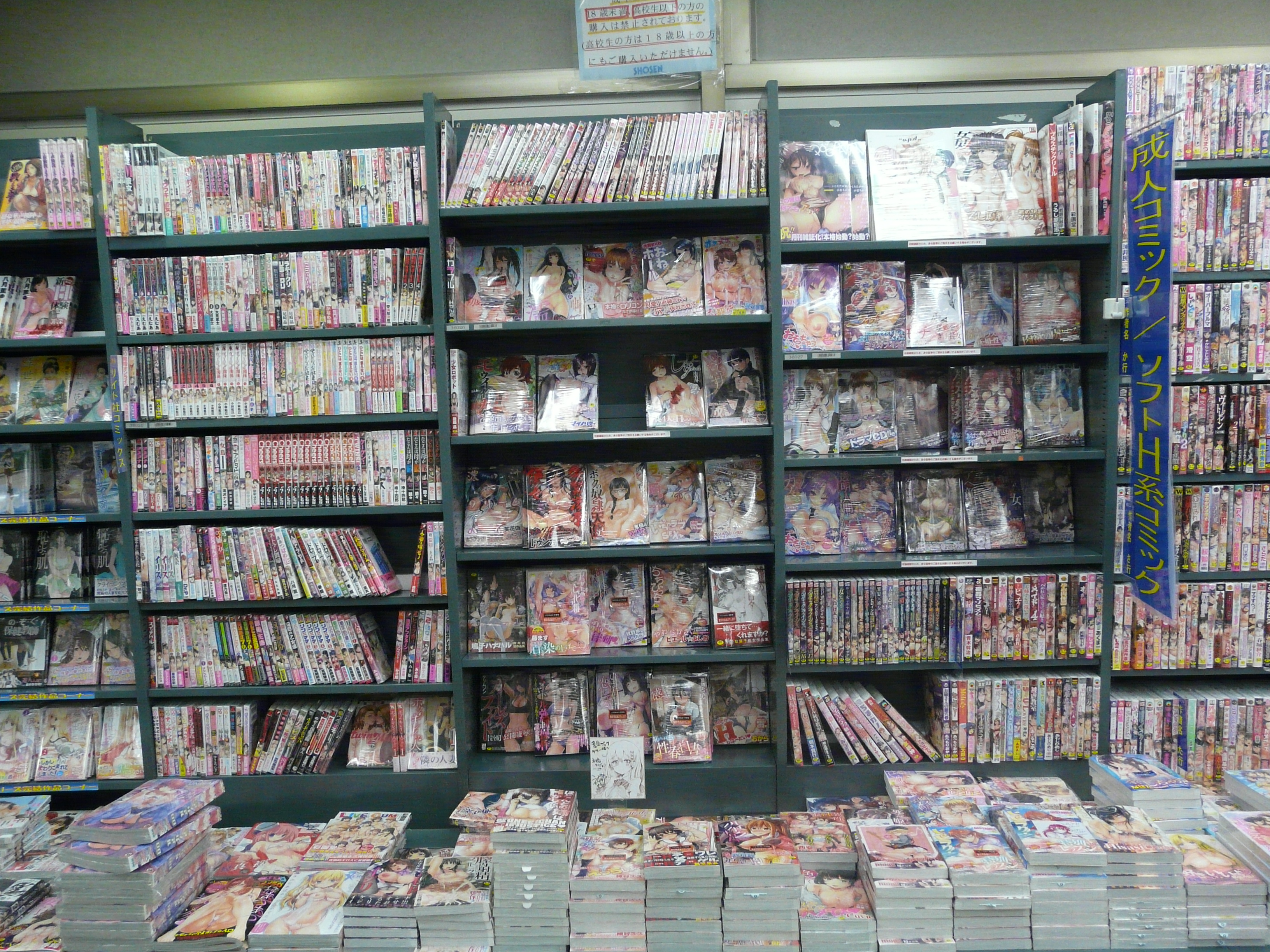
Une large variété de produits hentai est vendue dans des magasins spécialisés au Japon.

Les lois japonaises réglementent les représentations artistiques depuis la restauration de Meiji, bien avant l'apparition du terme « hentai ». Promulgué en 1907, l'article 175 du code pénal japonais interdit la publication d'œuvres obscènes. Selon ce texte, les représentations de relations sexuelles homme-femme et de pilosité pubienne sont considérées obscènes, mais les organes génitaux nus ne le sont pas. Une censure étant nécessaire dans les œuvres publiées, des zones de flous sont souvent ajoutées sur les vidéos pornographiques, et des barres ou de la « lumière » sur les formats papier. En 1986, Toshio Maeda (en) tente de contourner la censure sur les représentations de rapports sexuels en utilisant des tentacules érotiques. S'ensuit une apparition massive d'œuvres présentant des rapports sexuels avec des monstres, des robots, des aliens, etc. dont l'apparence des organes génitaux est différente de celle des hommes. Importés en Occident, ce sont les produits de cette censure qui sont devenus, non seulement les premiers titres importés légalement mais également les premiers à succès. Dans les versions censurées d'Urotsukidoji, de nombreuses scènes de violence et de tentacule érotique ont été retirées.

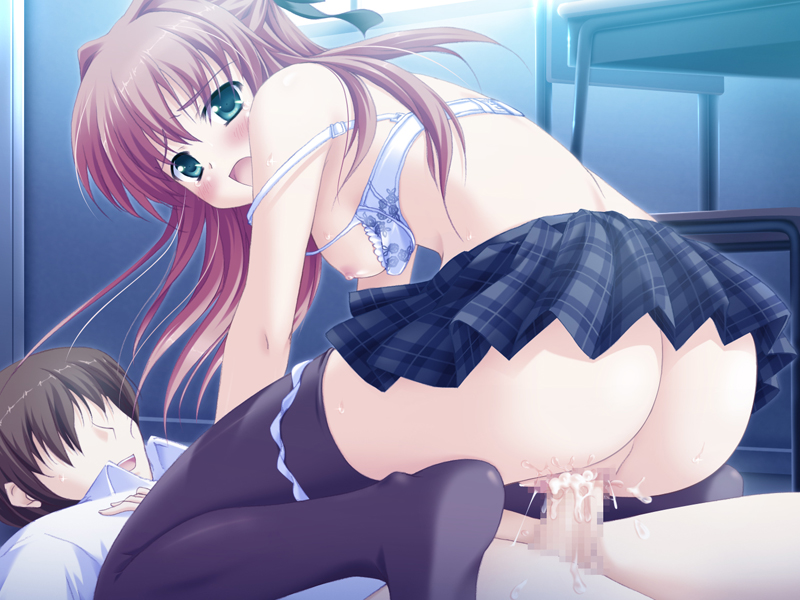
Exemple d'illustration hentai où les organes génitaux sont pixellisés pour contourner les lois japonaises sur la censure.

C'est également à cause de cette loi que les artistes commencent à représenter des personnages avec un minimum de détails anatomiques et sans pilosité pubienne. Une partie de l'interdiction est levée lorsque Nagisa Ōshima l'emporte contre les accusations d'obscénité lors de son procès pour le film L'Empire des sens. Bien qu'il ne soit pas réellement en application, le retrait de l'interdiction ne s'applique pas aux anime et manga, n'étant pas considérés comme des exceptions artistiques.
Des éditions ou des censures des œuvres sont fréquentes. Dans la version américaine de La Blue Girl, l'âge de l'héroïne passe de 16 à 18 ans et des scènes de sexe avec un nain appelé Nin-nin pouvant être pris pour un enfant sont retirées. La version française contient, au moins en partie, les mêmes modifications. En 2011, des membres du parti libéral-démocrate japonais essayent de faire passer une interdiction du sous-genre lolicon, mais échouent,. Le 27 mai 2013, une alliance du parti libéral-démocrate, du parti Kōmeitō et de l'Association pour la restauration du Japon propose une loi pour l'interdiction de la détention d'images sexuelles de mineurs, avec une amende de 1 million de yen — environ 7 700 € — et une peine de prison allant jusqu'à un an. Le parti démocrate du Japon, accompagné d'associations d'industries dans le domaine de l'anime et du manga s'oppose au projet de loi, affirmant que : « bien qu'ils apprécient la protection apportée aux enfants par cette loi, elle restreindrait également la liberté d'expression »,,. La loi est finalement adoptée en juin 2014, après que le projet de régulation du lolicon en est retiré. Cette nouvelle loi prend pleinement effet en 2015, interdisant la pornographie enfantine réelle,.

## Public cible

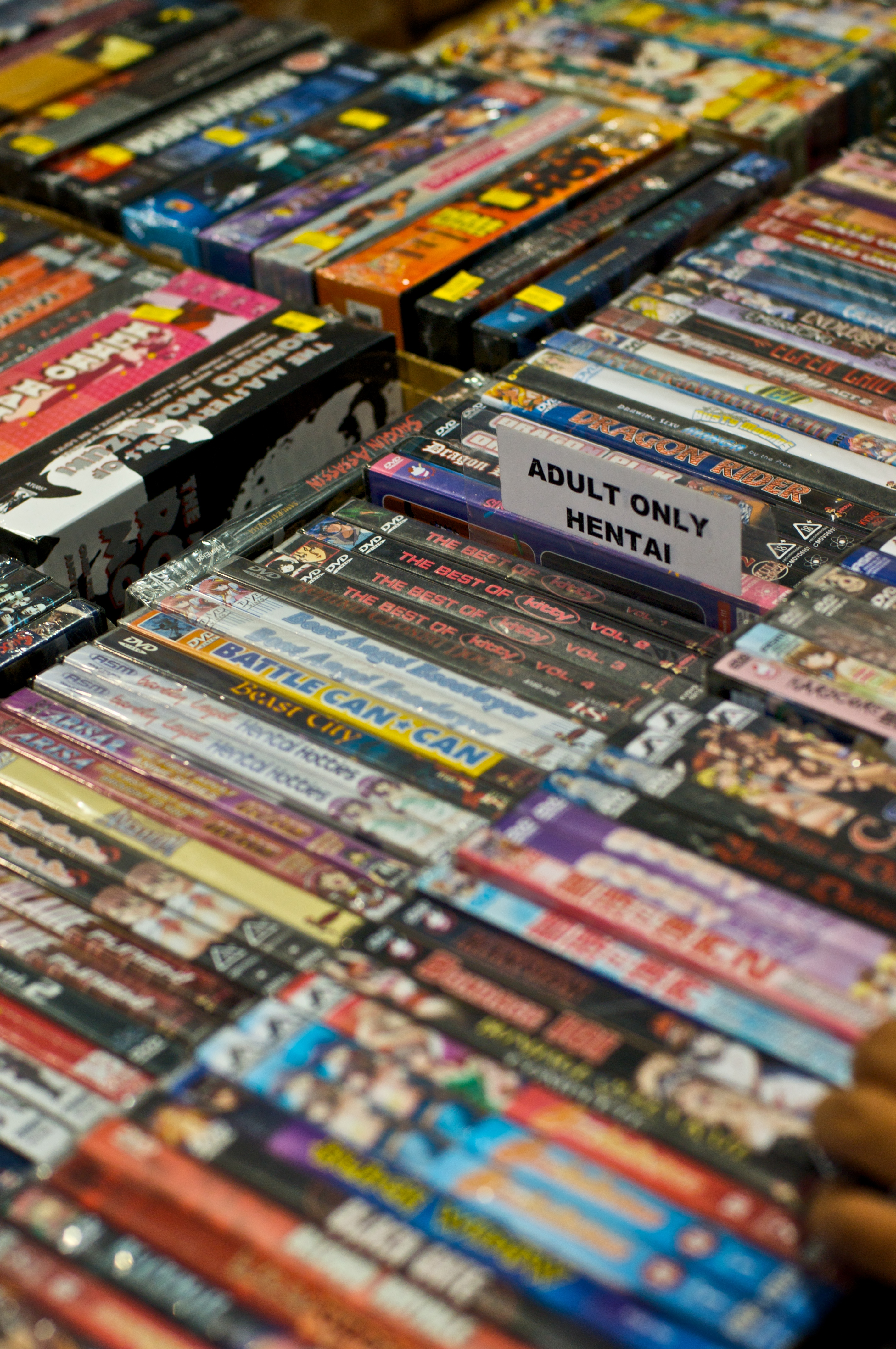
Le hentai est souvent soumis à des restrictions d'âge.

Selon des données issues du site Pornhub en 2017, les principaux consommateurs de hentai sont les hommes.Toutefois, Patrick W. Galbraith et Jessica Bauwens-Sugimoto notent que les manga hentai attirent « un lectorat diverse, qui inclut évidemment des femmes ». Kathryn Hemmann écrit également que « les otaku féminines […] admettent volontiers apprécier le dōjinshi [hentai] destiné à un regard érotique masculin ». Le genre hentai touche un large public, qui s'agrandit chaque année et désire une meilleure qualité et de meilleures intrigues. Nobuhiro Komiya, un censeur de manga, affirme que les représentations inhabituelles et extrêmes dans le hentai ne concernent pas tant la perversion qu'elles sont un exemple d'une industrie tournée vers le profit. Les anime illustrant des situations sexuelles classiques obtiennent moins de succès sur le marché que ceux qui transgressent les normes sociales, montrant par exemple du sexe à l'école ou du sadomasochisme.
Selon la psychologue clinicienne Megha Hazuria Gorem, « parce que les toons sont une sorte de fantaisie ultime, vous pouvez faire en sorte que la personne ressemble à ce à quoi vous voulez qu'elle ressemble. Chaque fétiche peut être comblé ». Le sexologue Narayan Reddy note que dans l'eroge, « Les animateurs font de nouveaux jeux parce qu'il y a une demande : ils dépeignent des choses que les joueurs n'oseraient pas faire dans la vraie vie, ou seraient juste illégales. Ces jeux sont un exutoire pour les désirs réprimés ».

## Classification

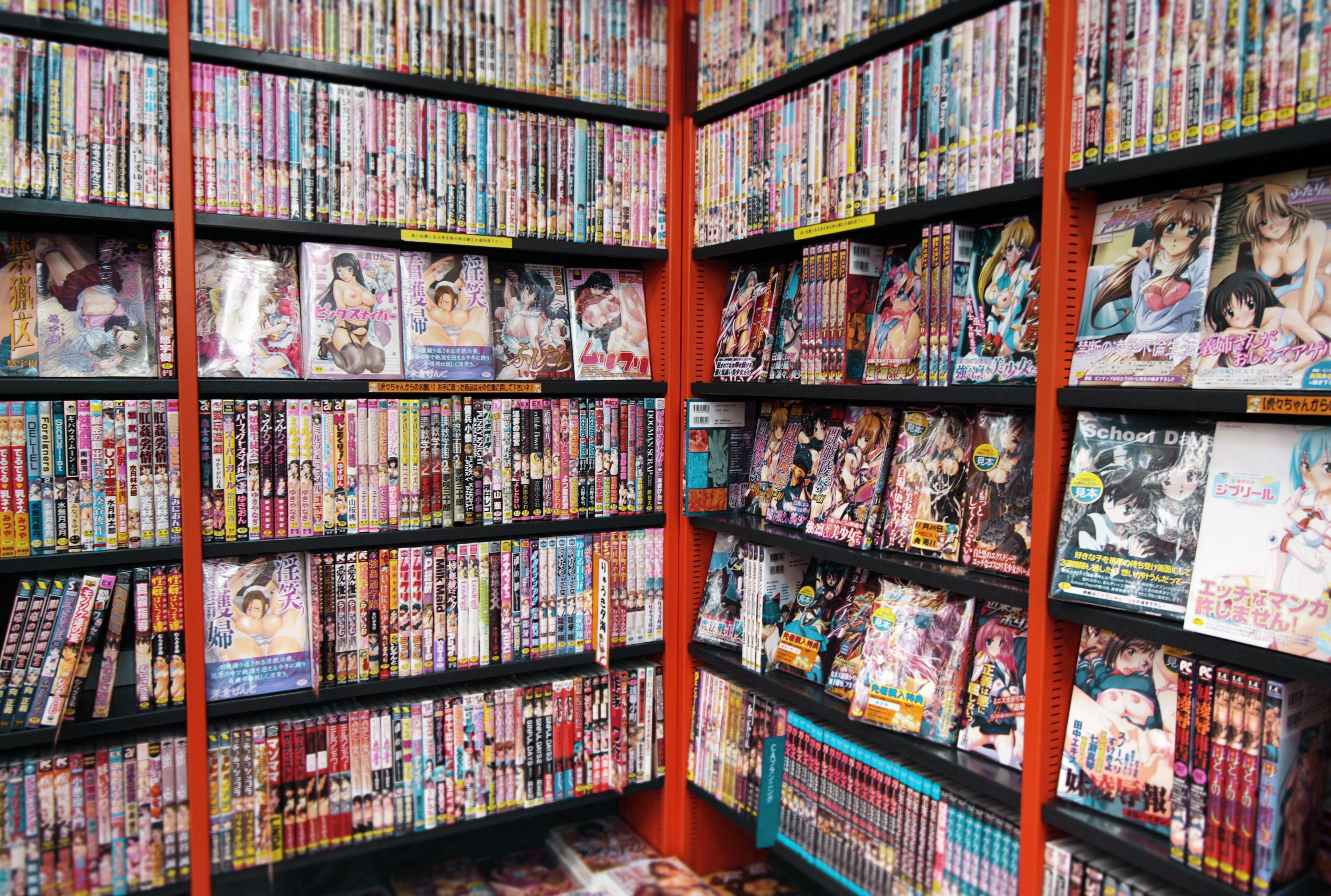
Boutique de hentai manga.

Le hentai représentant principalement des interactions hétérosexuelles est appelé ero lorsqu'il est à destination des hommes et ladies' comic à destination des femmes. Les œuvres représentant des interactions homosexuelles sont définies sous le nom de yaoi (homosexualité masculine) et de yuri (homosexualité féminine). La pornographie gay telle qu'on la connaît en Occident est toutefois très rare au Japon.
Le futanari présente quant à lui des femmes possédant un pénis dès le début du récit ou qu'elles obtiennent par différents moyens par la suite.
Le yaoi représente communément des personnages masculins d'apparence physique ambiguë et, fréquemment, d'un type appelé bishōnen, littéralement « beau garçon ». Certains représentent le biseinen (« bel homme »), des personnages masculins aux apparences viriles plus adultes que le bishōnen. Plus rares sont les yaoi de type bara, avec des protagonistes d'apparence musclée et souvent poilue.
Le hentai tend à se focaliser sur des fétiches sexuels et paraphilies incluant :
- bakunyū, sur les femmes à gros seins ;
- furry, sur les personnages anthropomorphiques ressemblant à des animaux.
- futanari, sur les hermaphrodites ;
- harem, sur les relations impliquant un individu, généralement un homme, et de nombreux autres du sexe opposé consentants ;
- inceste, sur les activités sexuelles avec des membres légaux de la famille ;
- kemonomimi, sur les personnes animalisées, dont le nekomimi (chat) ;
- lolicon, sur les filles prépubères ou adolescentes ;
- omorashi, sur la vessie pleine ;
- shotacon, sur les garçons prépubères ou adolescents ;
- tentacule érotique, sur le monstre à tentacule.